# Верх-Лида (Лидский район)
Верх-Лида (бел. Верх-Лі́да) — деревня в Лидском районе Гродненской области Беларуси. Входит в состав Дворищанского сельсовета.

## География
Пролегает дорога Н-7492.
Ближайшие населённые пункты Колышки, Спорковщизна, Чеховцы и др.

### Гидрография
Около деревни начинается река Лидея.

## История
С 1904 года в Лидской волости Лидского уезда Виленской губернии Российской империи.
До 21 февраля 2023 года деревня входила в состав Круповского сельсовета.

## Население

### Численность
- 2019 год — 148 жителей

### Динамика
- 1999 год — 178 жителей (перепись населения)
- 2009 год — 196 жителей (перепись населения)[2]
- 2019 год — 148 жителей (перепись населения)

## Улицы
- Новая
- Старая